# Stazione di Asagaya
La Stazione di Asagaya (阿佐ケ谷駅?, Asagaya-eki) è una stazione ferroviaria di Tokyo che serve le linee Chūō Rapida e Chūō-Sōbu.

## Linee

### Treni
East Japan Railway Company
■ Linea Chūō-Sōbu
■ Linea Rapida Chūō